# Naturschutzgebiet Perlenbach-Fuhrtsbachtal
Das Naturschutzgebiet Perlenbach-Fuhrtsbachtal-Talsystem ist ein 331 Hektar großes Naturschutzgebiet in der Städteregion Aachen, das durch Niedermoorvegetation sowie Nassgrünlandbrachen mit Seggenrieden und Röhrichtbeständen auffällt. Es befindet sich auf einer Höhe von 465 bis 615 m ü. NHN bei Monschau, östlich von Kalterherberg sowie südlich des Ortes Höfen und gehört damit zur Monschauer-Hellentaler Waldhochfläche. Das Gebiet umfasst die zwei je rund fünf Kilometer langen und etwa 25 bis 100 Meter breiten Täler des Perlen- und Fuhrtsbachs.

## Geologie
Der geologische Untergrund des Gebietes ist rein unterdevonisch und umfasst Stufen der Siegen-Stufe. Er ist durch quarzdurchsetzte Tonschiefer geprägt, die zum Bereich der Mittleren und Oberen Rurberg-Schichten gehören. Seltener findet man Sandsteinformationen. Im Bereich des Fuhrtsbachtales existieren auch Wüstebach-Schichten mit fast schwarzen Tonschiefern.
Der Boden besteht aus saurer Braunerde, die in Bachnähe als Gley ausgebildet ist.

## Geschichte
Ursprünglich war das Gebiet mit Buchenwäldern bewachsen, die aber vermutlich schon im 12. Jahrhundert gerodet wurden. Man nutzte die frei gewordene Fläche über einen Zeitraum von mehr als 600 Jahren landwirtschaftlich, wobei das Umland der Bäche durch Wiesenbewässerung in sogenannten Flüxgräben bewässert und gedüngt wurde. Hierbei ließ man im Frühjahr über einen Zuleitungskanal im oberen Bachbereich schwebstoffhaltiges Bachwasser über die Wiesen fließen, das diese mit frischen Nährstoffen versorgte. Nach Abfließen des Wassers konnte im Juli, also deutlich später als in der umgebenden Region, gemäht werden. Die Natur blieb einen großen Teil des Jahres ungestört, da das eingefahrene Heu lediglich als Winterfutter diente.
Die Situation änderte sich ab ca. 1950. Durch die Einführung des Kunstdüngers wurde diese Düngemethode unwirtschaftlich, da Heu auf offenen Flächen mit wesentlich geringerem Aufwand gewonnen werden konnte. Die Heuernte im Tal lohnte nicht mehr und man begann, in einem ersten Anlauf zur Zeit Preußens und dann erneut nach Ende des Zweiten Weltkriegs im Bereich des Tales und seiner Umgebung, Fichten anzupflanzen. Der Waldbestand der Region war im 17. und 18. Jahrhundert zum großen Teil der Brennholzgewinnung zum Opfer gefallen. Die neu wachsenden Fichten erstickten mehr und mehr die darunter liegende Vegetation und verdrängten immer mehr Pflanzen und Tiere aus dem Verlauf des Baches.

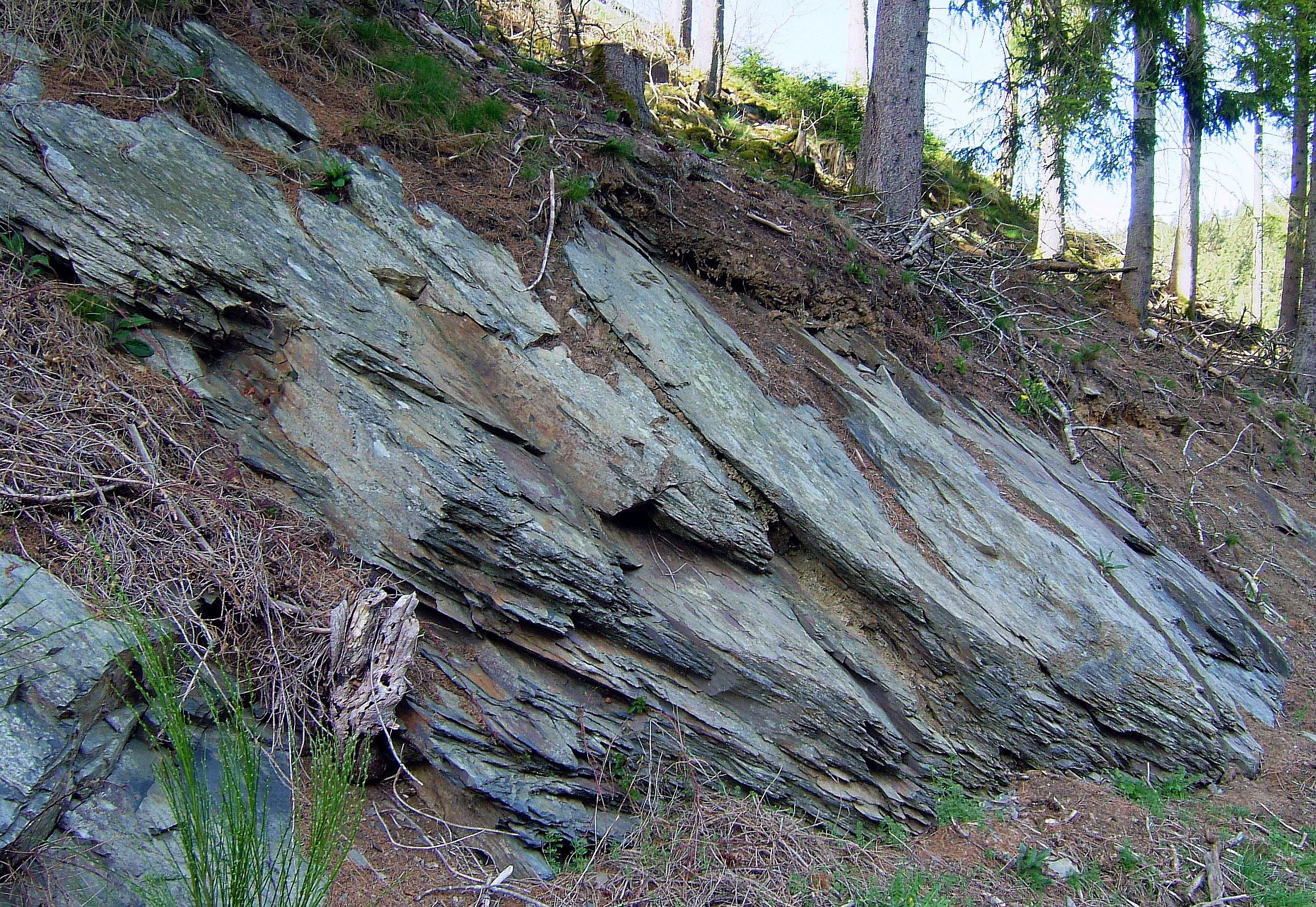
Tonschiefer der Rurberg-Schichten

Die Täler des Perl- und Fuhrtsbaches wurden 1976 unter Naturschutz gestellt. 1980 begannen Mitarbeiter des Naturparks Nordeifel sowie der NRW-Stiftung Naturschutz, Heimat und Naturpflege damit, die Fichten zu roden und Erlen entlang des Bachlaufes zu pflanzen. Man bemühte sich, den Bach wieder in seinen ursprünglichen Zustand zu versetzen.
Das Perlenbachtal ist gleichfalls als Natura-2000-Gebiet geschützt.

## Vegetationstypen
Im Naturschutzgebiet findet man unterschiedliche Vegetationstypen. Im Randbereich der Bäche existiert die typische Feucht- und Nasswiesen-Vegetation, die hier vor allem durch den Schlangenknöterich geprägt ist. Hieran schließt sich der Bereich der Talauen und damit in größerem Abstand, zum potentiell überfluteten Bachbereich, die typische Vegetation der Bärwurzwiesen an. Diese stellen, im speziellen Fall des Naturschutzgebietes Perlenbach-Fuhrtsbachtal, Narzissenwiesen dar, die im Grunde genommen aber Bärwurzwiesen Festuca rubra-Meum athamanthicum sind. Sie finden sich ebenfalls im Bereich des Mager- bzw. Borstgrasrasens, der sich im trockneren und nährstoffärmeren Talbereich befindet.
Fragmentarisch lassen sich kleine Flächen der Weidelgras-Weißklee-Weide-Vegetation sowie die früher weit verbreitete Heidevegetation entdecken.

## Flora und Fauna

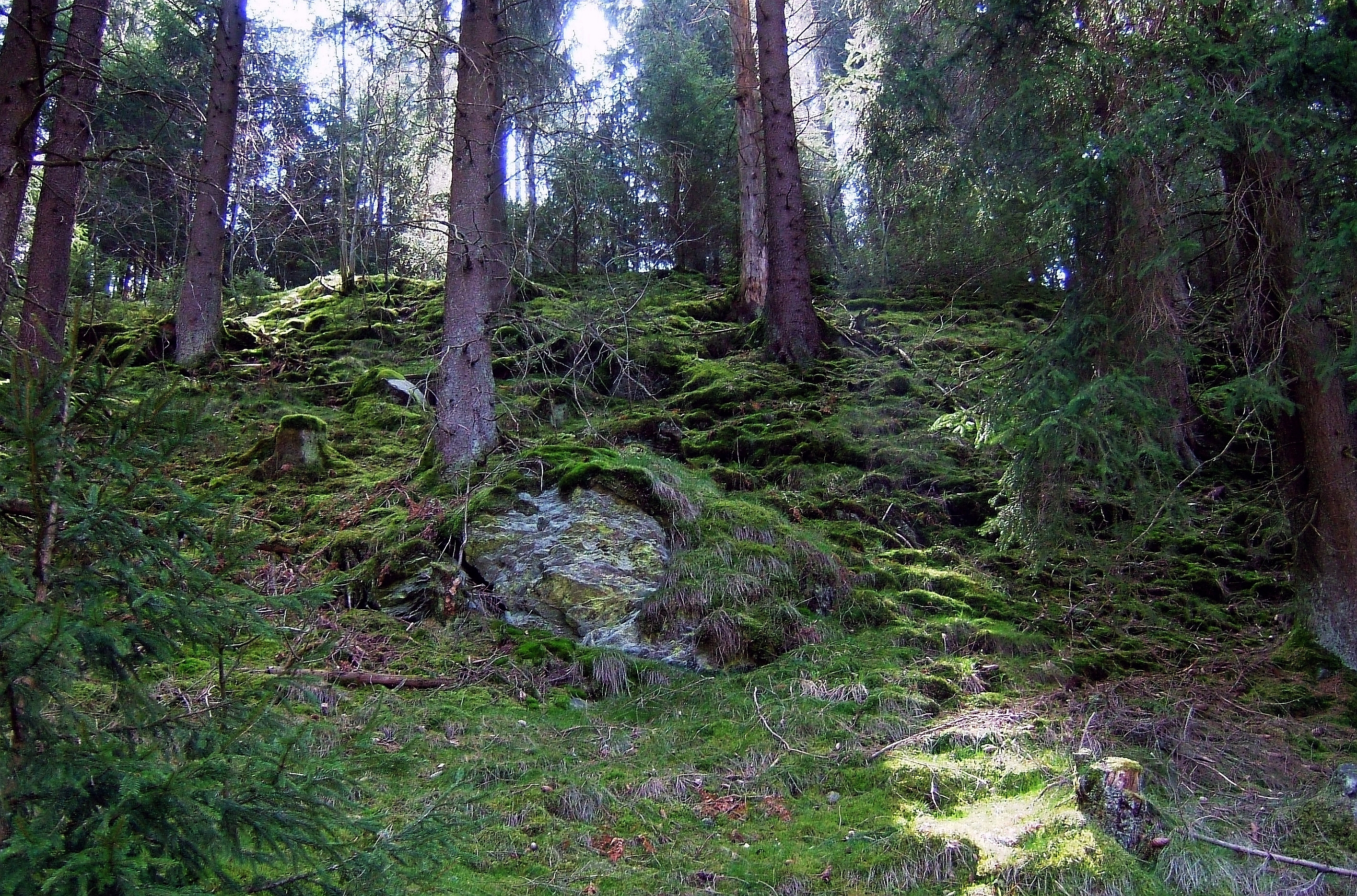
Mooshang im Perlenbachtal

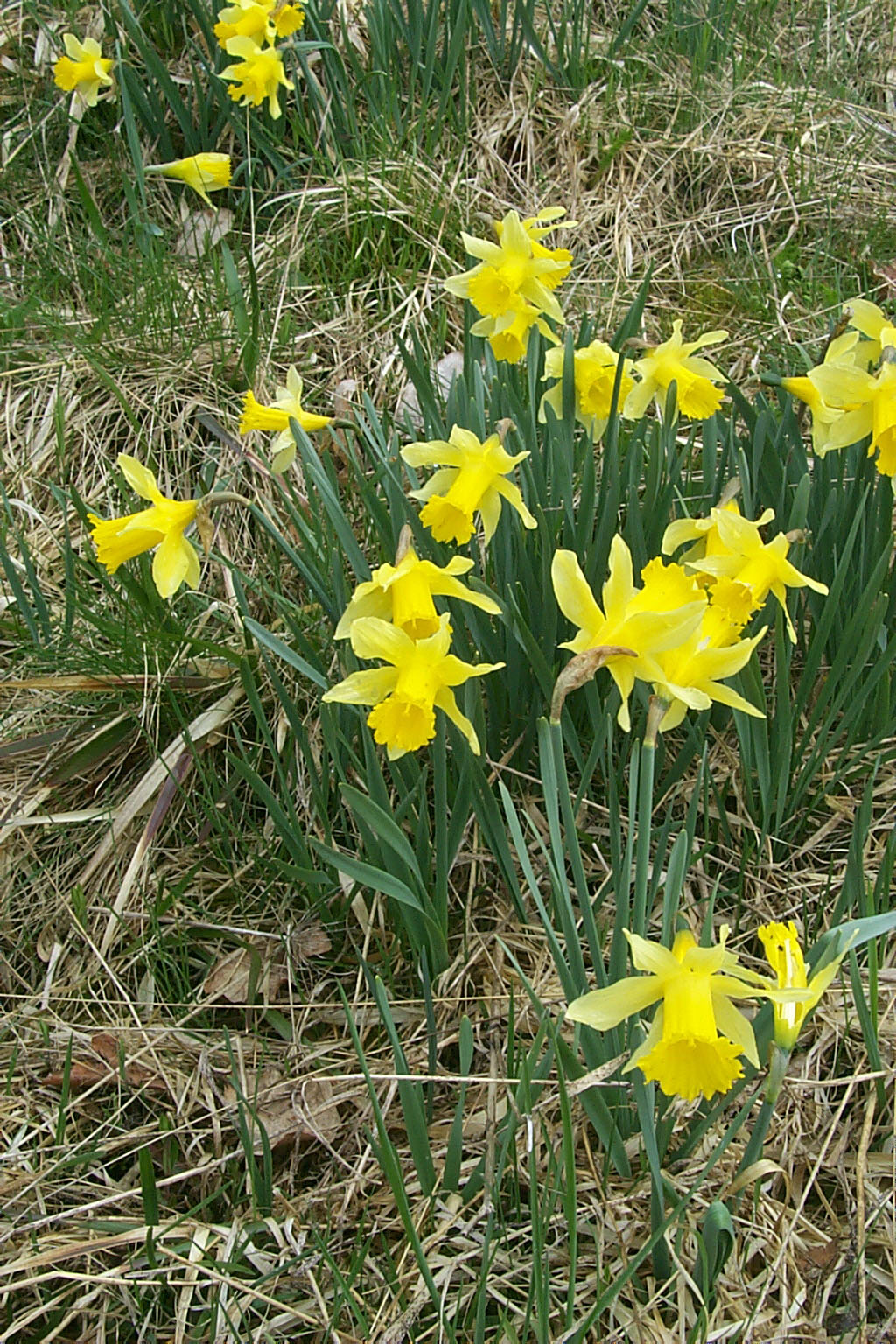
Wilde Narzissen

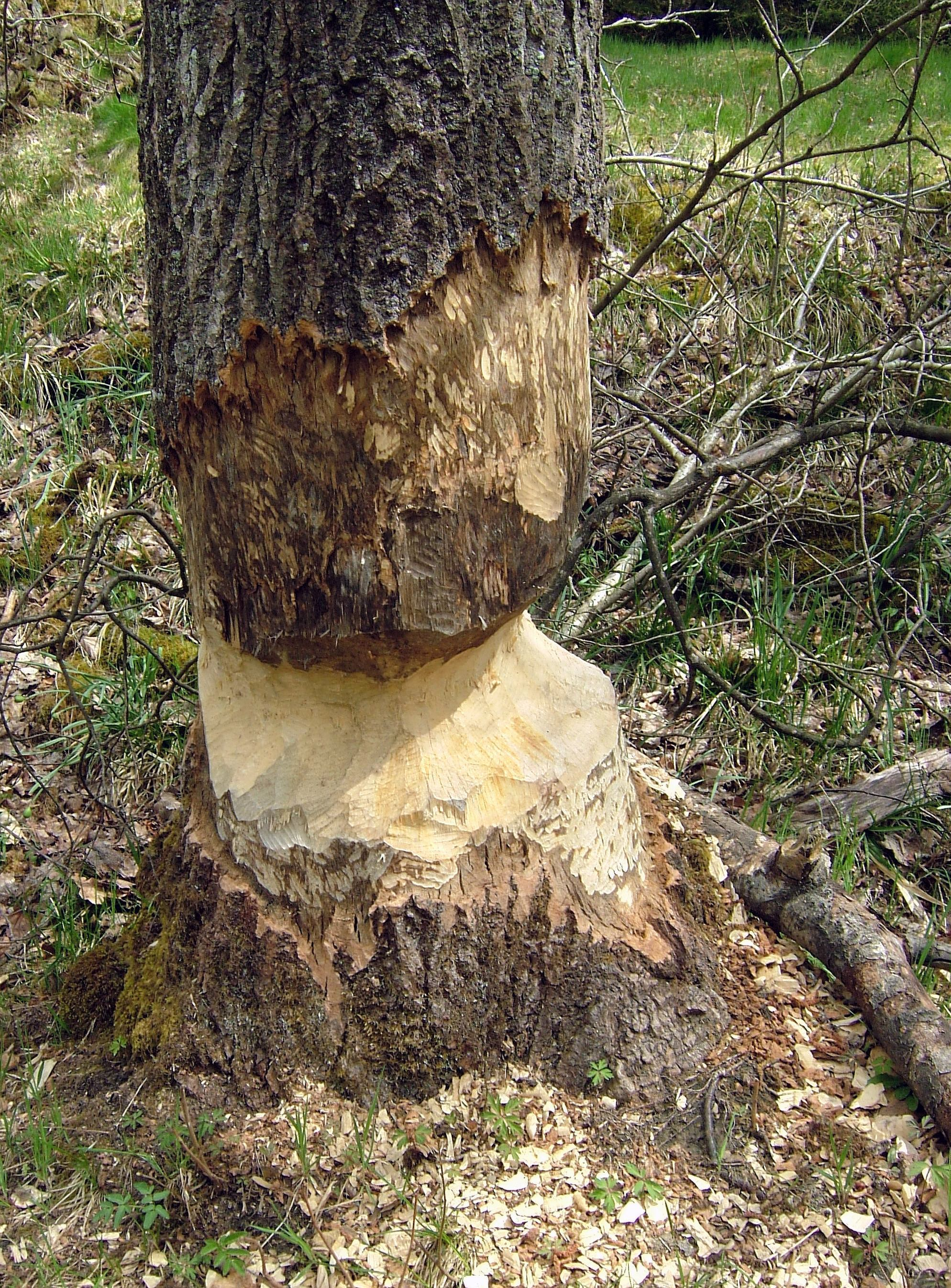
Biberspuren im Perlenbachtal

Das Naturschutzgebiet Perlenbach-Fuhrtsbachtal fällt durch seine Artenvielfalt auf. Hier findet man etwa 360 verschiedene Farn- und Blütenpflanzen, von denen 60 auf der Roten Liste stehen. Hierzu zählt der, sonst nur im Hochgebirge vorkommende, Rollfarn (Cryptogramma crispa). Wie die Projektgruppe Molluskenkartierung 1992 feststellte, wachsen in der feuchten Region mehr als 70 Moosarten, wobei Calliergon giganteum und Warnstorfs Torfmoos (Sphagnum warnstorfii) auf der Roten Liste stehen.
Eventuell im Tal verschwunden sind die Bestände des Sumpf-Läusekrauts (Pedicularis palustris) und die Wenigblütige Segge (Carex pauciflora). Das landesweit einzige Vorkommen der Heide-Wicke (Vicia orobus) existiert in diesem Naturschutzgebiet.
Der mäandrierende Bachlauf bietet 45 Schnecken- und Muschelarten ein geeignetes Biotop. Das einzige Vorkommen der Flussperlmuschel (Margaritifera margaritifera) in Nordrhein-Westfalen ist im Schutzgebiet erhalten geblieben. Eine ebenfalls extrem bedrohte Spezies ist die im Naturschutzgebiet vorkommende Dunkers Quellschnecke (Bythinella dunkeri).
Biologen bestimmten 35 Tagfalterarten, darunter den Blauschillernden Feuerfalter (Lycaena helle), den Randring-Perlmuttfalter (Boloria eunomia), den Lilagold-Feuerfalter (Lycaena hippothoe) und den Kleinen Feuerfalter (Lycaena hippothoe). Beide Arten des Feuerfalters können als ein Relikt der Eiszeit betrachtet werden, da er auf das dauernd kühle und feuchte Klima des Tales, mit Jahresmitteltemperaturen von 6 bis 6,5 °C, angewiesen ist. Die Raupen ernähren sich ausschließlich von Blättern des Schlangenknöterichs.
Mindestens zwölf Libellenarten, darunter die stark gefährdete Blauflügel-Prachtlibelle (Calyopteryx virgo) und die Zweigestreifte Quelljungfer (Cordulegaster boltonii), finden ihren Lebensraum im Umfeld des Baches.
Im Bachlauf leben mindestens sieben heimische Fischarten, darunter die Elritze (Phoxinus phoxinus), die Schmerle (Barbatula barbatula), die Äsche (Thymallus thymallus), die Bachforelle (Salmo trutta fario), die Groppe (Cottus gobio) sowie das zu den Rundmäulern gehörende Bachneunauge (Lampetra planeri). Neun Amphibien- und Reptilienarten wie beispielsweise die grau-braune Waldeidechse (Zootoca vivipara) sind hier ebenfalls heimisch.
In den umliegenden Wäldern sowie im direkten Bachumfeld findet man 80 Vogelarten, darunter die starengroße Wasseramsel (Cinclus cinclus), den Eisvogel (Alcedo atthis) oder die Weidenmeise (Parus montanus). Hinzu kommen mehr als 40 Säugetierarten, darunter die bedrohte Wimperfledermaus (Myotis emarginatus), die Fransenfledermaus (Myotis nattereri), das Braune Langohr (Plecotus auritus) oder die Wildkatze (Felis silvestris). Seit dem Jahr 2000 haben sich die ersten Biber (Castor fiber) im Bachbereich angesiedelt.

## Schutzziele
Für das Naturschutzgebiet wurden folgende Schutzziele festgelegt:
- Erhaltung und Entwicklung folgender natürlicher Lebensräume gemäß Anhang I Fauna-Flora-Habitat-Richtlinie (FFH-Richtlinie) der EU:
  - Fließgewässer mit Unterwasservegetation
  - Borstgrasrasen im Mittelgebirge
  - Glatthafer- und Wiesenknopf-Silgenwiesen
  - Berg-Mähwiesen
  - Übergangs- und Schwingrasenmoore
  - Silikatfelsen mit Felsspaltenvegetation
  - Moorwälder
- Wiederherstellung folgenden Lebensraums gemäß Anhang I der FFH-Richtlinie:
  - Feuchte Heidegebiete mit Glocken-Heide
- Erhaltung und Entwicklung der Populationen folgender wildlebender Tier- und Pflanzenarten gemäß Anhang II der FFH-Richtlinie sowie wildlebender Vogelarten gemäß Anhang I der Vogelschutzrichtlinie inkl. deren Lebensräume:
  - Großes Mausohr
  - Groppe
  - Bachneunauge
  - Schwarzspecht
  - Schwarzstorch
  - Rotmilan

Weiterhin ist das Gebiet von Bedeutung u. a. für Flussperlmuschel, Biber, Wasseramsel, Abendsegler, Zwergfledermaus, Kreuzkröte, Gelbe Narzisse sowie Blauschillernden Feuerfalter und Randring-Perlmuttfalter.

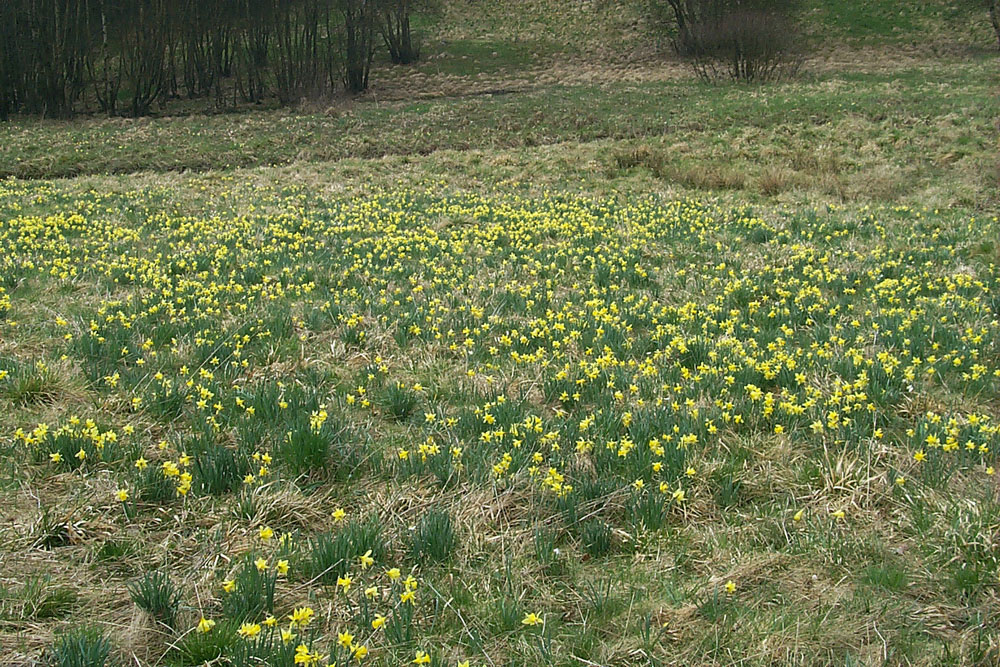
Gelbe Wildnarzissen im Perlenbachtal

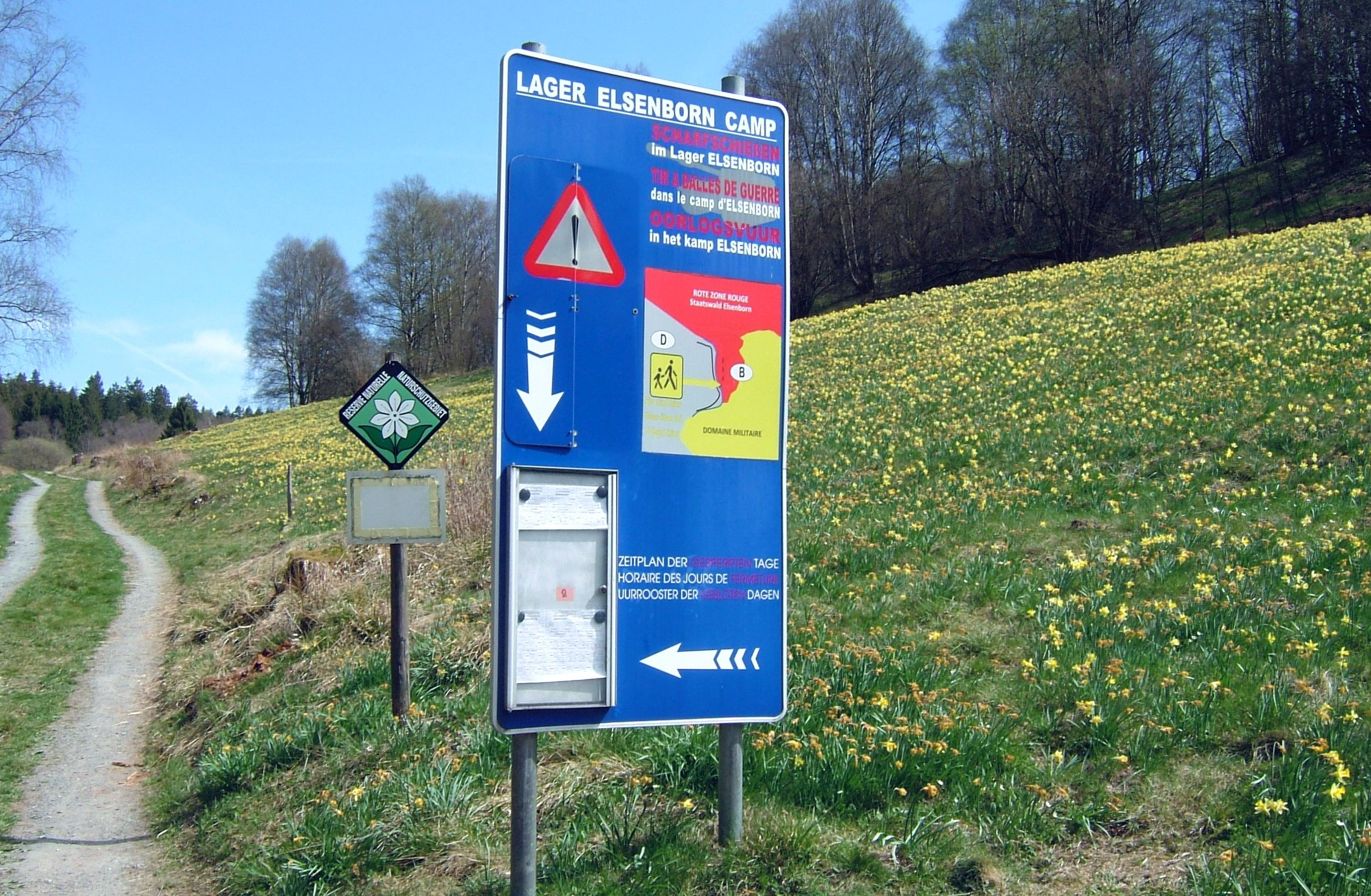
Infotafel mit Sperrzeiten wegen Schießübungen

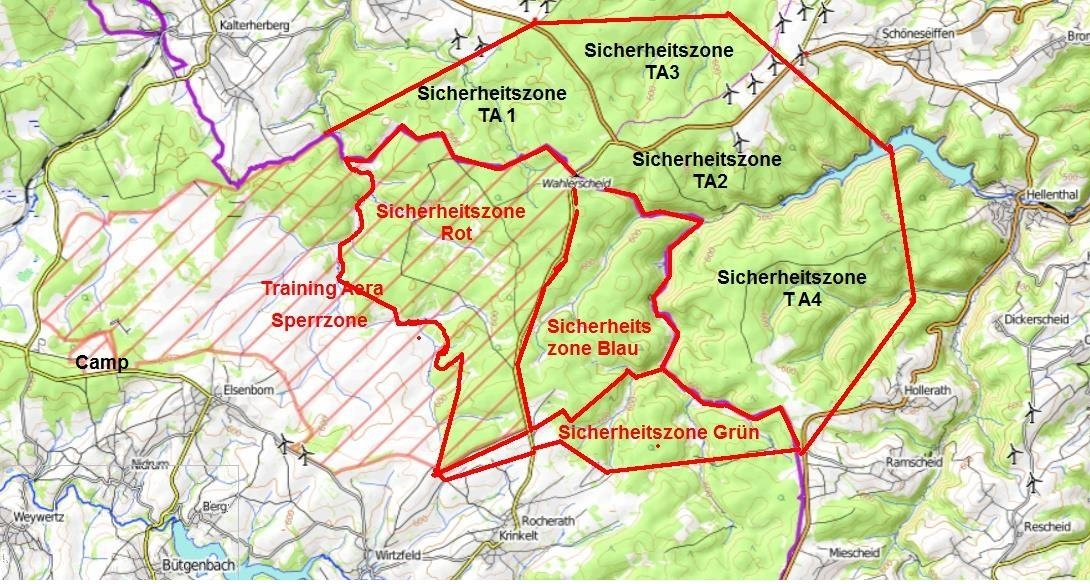
Übungsraum Elsenborn, angrenzend an das Perlenbachtal

## Touristenattraktion Narzissenblüte
Als touristische Attraktion gilt die alljährlich von Ende März bis Mitte Mai stattfindende Narzissenblüte. Im Naturschutzgebiet blühen mehr als 10 Millionen wild wachsende Gelbe Narzissen (Narcissus pseudonarcissus). Neben der Rureifel bietet in Deutschland lediglich der Hunsrück diesen Pflanzen einen Lebensraum. Seit mehreren Jahren ist der aus verschiedenen Fernsehsendungen bekannte Moderator Jean Pütz Pate der Narzissentäler.
Die Narzissenblüte zieht jedes Jahr Touristen in die engen Täler von Fuhrtsbach und Perlenbach, dessen Quellen und anfänglicher Verlauf im gesperrten Übungsraum des Truppenübungsplatzes Elsenborn liegen. Zahlreiche „Wandervorschläge“, auch im Internet, führen durch bzw. in den Übungsraum. Ein Betreten des Übungsraums kann zur Gefahr werden. Informationen zu den jeweiligen Übungen und den geltenden Sicherheitszonen bieten die Webseite der Gemeinde Bütgenbach unter Bekanntmachungen und große Informationstafeln direkt an der Grenze.

## Bedrohung des Naturschutzgebietes
Während die Abgeschiedenheit dieses Naturschutzgebietes normalerweise ausreichenden Schutz bietet, ändert sich die Situation während der Narzissenblüte im Frühjahr. Große Besuchermengen durchwandern die Narzissenfelder. Trotz eines absoluten Pflückverbotes und gestiegenem Verantwortungsbewusstsein der Besucher, werden weiterhin die ausgewiesenen Wanderwege verlassen, vereinzelt Narzissen gepflückt und Abfälle in die Wiesen geworfen.